# Ljudmila Georgijewna Saizewa
Ljudmila Georgijewna Saizewa (russisch Людмила Георгиевна Зайцева, beim Weltschachbund FIDE Ludmila G. Zaitseva; * 10. Februar 1956 in Woroschilow) ist eine russische Schachspielerin.

## Leben
Saizewa wurde trainiert von Wladimir Loischa in Ufa und feierte dort ihre ersten Erfolge. Außerdem besuchte sie die Botwinnik-Schachschule. In den 1970er Jahren nahm sie ein Studium am Moskauer Institut für Körperkultur auf. Ihr neuer Trainer wurde Boris Persiz. Mit Trud nahm sie mehrmals am sowjetischen Mannschaftspokal der Sportvereinigungen teil. 1976 in Tiflis erreichte ihre Mannschaft den zweiten Platz, sie zeigte dabei das beste Ergebnis an ihrem Brett mit Siegen über Maia Tschiburdanidse, Anna Achscharumowa und Rachil Eidelson. Im selben Jahr gewann sie zum ersten Mal die Frauenmeisterschaft von Moskau und teilte mit Nana Alexandria den dritten Platz bei der sowjetischen Frauenmeisterschaft in Tiflis. Aufgrund ihrer Erfolge erhielt sie 1976 den Titel Meister des Sports der UdSSR. Im Jahr 1980/81 teilte sie erneut den dritten Platz, diesmal mit Marta Litinskaja, bei der Frauenmeisterschaft der UdSSR in Alma-Ata. Die sowjetische Mannschaftsmeisterschaft 1983 in Moskau gewann sie mit der Moskauer Auswahl. Nach zwei Jahren wiederholte sie ihren Erfolg mit RSFSR-1 in Wolgograd. 
Beim internationalen Frauenturnier in Plowdiw wurde Saizewa 1977 geteilte Erste, drei Jahre später siegte sie am selben Ort vor Margareta Teodorescu. 1981 erreichte sie hinter Nana Iosseliani den zweiten Platz beim Tschigorin-Gedenkturnier in Sotschi. Im selben Jahr gewann sie vor Nino Gurieli das 16. Internationale Frauenturnier in Belgrad und erfüllte damit eine WGM-Norm. Noch eine WGM-Norm erspielte sie sich beim Tschigorin-Gedenkturnier in Sotschi 1985. Im Jahr 1982 verlieh ihr die FIDE den Titel Internationale Meisterin der Frauen (WIM), 1986 wurde sie Großmeisterin der Frauen (WGM). Sie nahm an zwei Interzonenturnieren der Frauen teil. In Schelesnowodsk teilte sie 1985 mit Agnieszka Brustman den dritten Platz. Nach einem Match, welches mit 3:3 endete, wurde Brustman dank der besseren Feinwertung für das Kandidatenturnier qualifiziert. 
In der Saison 1991/92 gewann sie mit Lasker Steglitz die deutsche Schachbundesliga der Frauen, außerdem hatte sie Einsätze in Jugoslawien und Frankreich. 1993 konnte sie das Bykowa-Memorial in Wladimir für sich entscheiden. Sie blieb dabei ungeschlagen und distanzierte die zweitplatzierte Maaja Ranniku um einen Punkt. 1993 in Lipezk und 1996 in Elista gewann sie die russische Einzelmeisterschaft der Frauen. Beim Zonenturnier der Frauen 1995 in Orjol belegte Saizewa den zweiten Platz hinter Tatjana Schumjakina. Im nächsten Jahr gewann sie das Rudenko-Memorial in Sankt Petersburg. Mit russischen Mannschaften spielte sie bei den Schacholympiaden 1994 und 1996 der Frauen, wobei ihr Team 1996 in Jerewan den dritten Platz errang, sowie bei der Mannschaftseuropameisterschaft der Frauen 1992. Im neuen Jahrhundert war Saizewa als Schachspielerin kaum aktiv. Ihr letztes Elo-gewertetes Turnier war der Frauenwettbewerb des Sankt-Petersburg 300 Opens im Oktober 2003, bei dem sie mit Jekaterina Ubijennych und Anna Duschenok den ersten Platz teilte. Im Jahr 2007 spielte sie zwei Partien gegen Katarina Blagojević (1,5:0,5) beim Match UdSSR gegen Jugoslawien. Ihre beste Elo-Zahl von 2399 hatte Saizewa im Juli 1999 und im Januar 2000. Sie ist auch als Trainerin in Moskau tätig. Zu ihren Schülerinnen zählen Anastassija Sawina und Alina Kaschlinskaja.

## Privates
Ihre jüngere Schwester Margarita Aljautdinowa gewann 1980 und 1981 die Moskauer Frauenmeisterschaft im Schach.